# Tęgoskór kurzawkowy

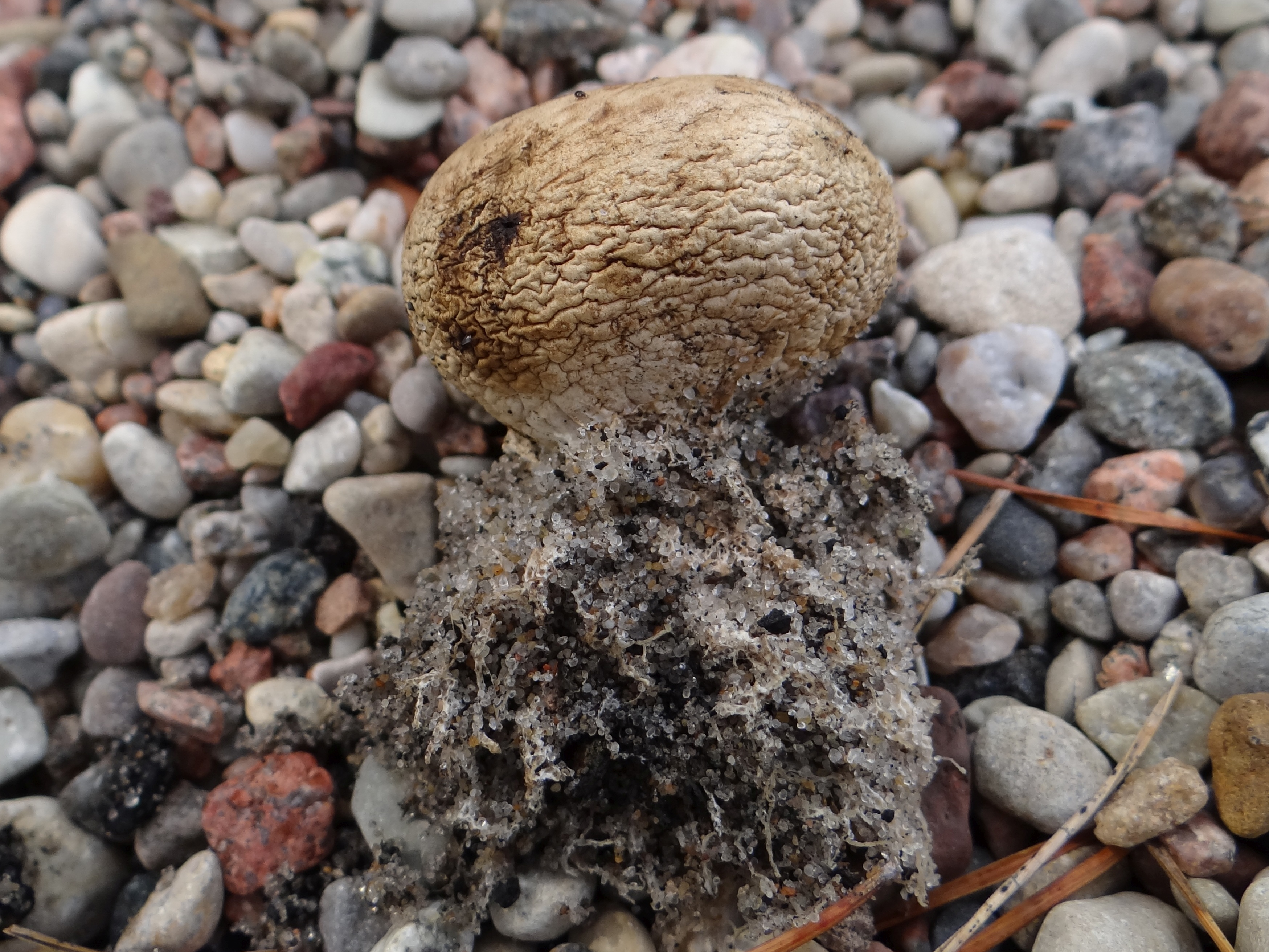

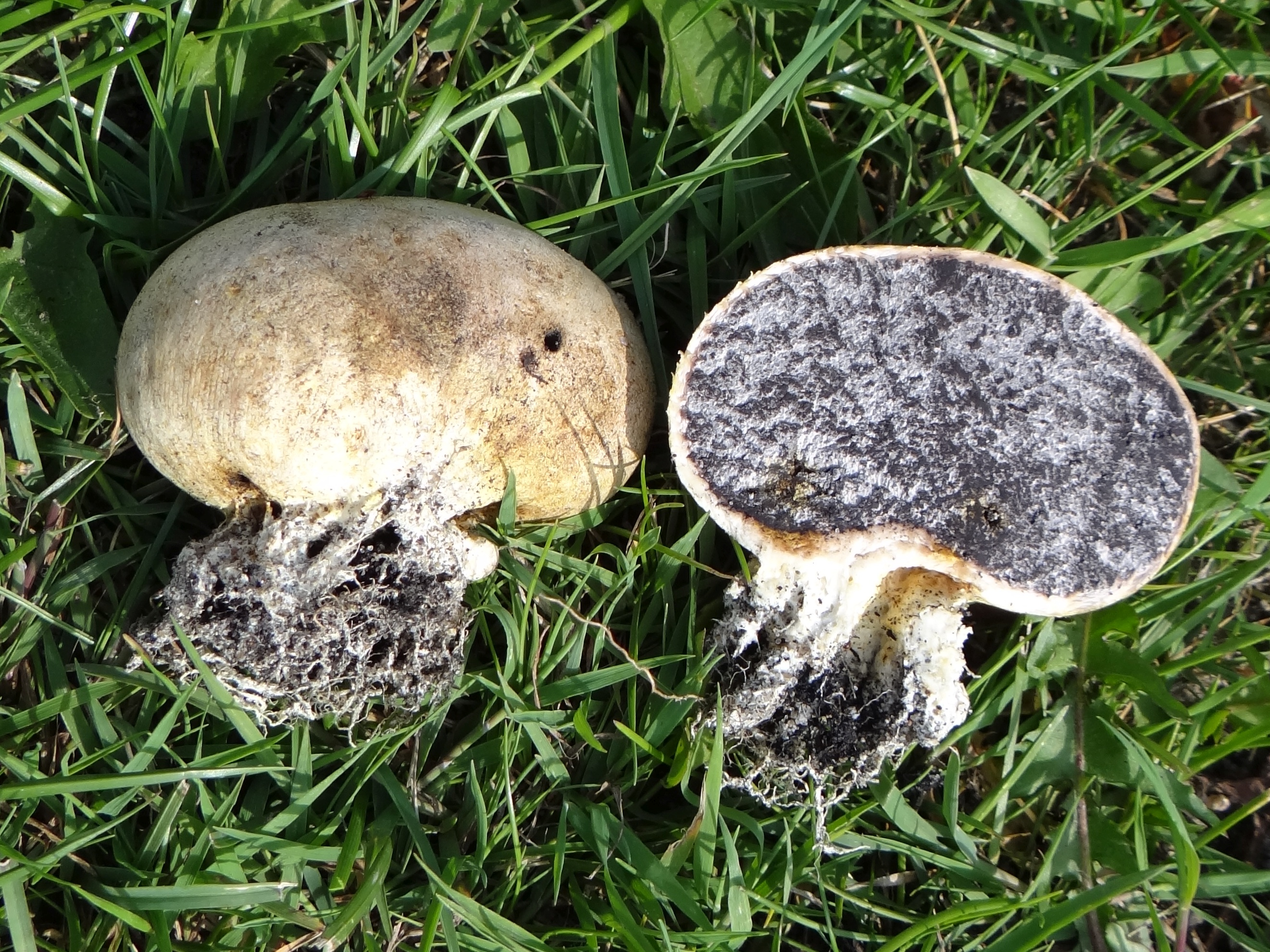

Tęgoskór kurzawkowy (Scleroderma bovista Fr.) – gatunek grzybów z rodziny tęgoskórowatych (Sclerodermaceae).

## Systematyka i nazewnictwo
Pozycja w klasyfikacji według Index Fungorum: Scleroderma, Sclerodermataceae, Boletales, Agaricomycetidae, Agaricomycetes, Agaricomycotina, Basidiomycota, Fungi.
Synonimy.
- Scleroderma fuscum (Corda) E. Fisch.1900
- Scleroderma verrucosum subsp. bovista (Fr.) Šebek 1953
- Scleroderma verrucosum var. bovista (Fr.) Šebek 1958
- Tuber fuscum Corda 1837

Nazwę polską nadał Franciszek Błoński w 1888 r
W dawnych systemach klasyfikacyjnych grzybów zaliczano go do klasy lub rzędu wnętrzniaków. 

## Morfologia
Owocnik
Kulisty, lub nieco spłaszczony, bez trzonu, o średnicy 2–5 cm, wyjątkowo do 8 cm. Jest twardy, ciężki, ma dość cienkie i gładkie perydium, na starość popękane na szczycie. Barwa  piaskowo-brązowo-żółta, czasami z pomarańczowym odcieniem. Dojrzały owocnik otwiera się pękając i nie ulega rozerwaniu na fragmenty. Warstwa hymenialna (gleba) znajduje się wewnątrz perydium. Jest biała, z wiekiem ciemnobrązowa. Strzępki posiadają sprzążki. U nasady strzępki tworzą pękatą grzybnię. 
Zarodniki
Kuliste, ciemnobrązowe, o rozmiarach 8–9, 5–10, 9–12  μm. Powierzchnia pokryta dość regularną siateczką o wysokości 1,3–1,7 μm.

## Występowanie
Występuje na wszystkich kontynentach z wyjątkiem Antarktydy. Najliczniejsze stanowiska znane są w Europie, występuje tutaj na całym obszarze, również na Islandii. W Polsce nie jest rzadki, dokładne rozprzestrzenienie jednak nie jest znane. Nie znajduje się na czerwonej liście grzybów zagrożonych, ani na liście gatunków prawnie chronionych.
Rośnie na piaszczystym podłożu, w lasach liściastych i iglastych, również na wydmach. Owocniki wytwarza od lipca do grudnia.

## Gatunki podobne
Wśród występujących w Polsce tęgoskórów tęgoskór kurzawkowy odróżnia się gładką powierzchnią owocnika. Najpewniejszą cechą umożliwiającą odróżnienie go od innych tęgoskórów jest jednak urzeźbienie zarodników i występowanie sprzążek na strzępkach.